# 興國戰鬥
興國戰鬥發生於1934年9月4日－10月14日，地點則是在中國贛南。是國共內戰前期主要戰鬥之一，是國民革命軍对中國工農紅軍第五次围剿作战的一部分。該戰鬥交戰一方為中華民國國民革命軍，另一方則為中國共產黨所領導之中國工農紅軍。